# Yves Coppens
Yves Coppens (Vannes, 9 de agosto de 1934-22 de junio de 2022) fue un paleontólogo y paleontropólogo francés. En 1965 descubrió el cráneo de un homínido en Yaho (Angamma, Chad), de una edad estimada en un millón de años, que designó entonces como Tchadanthropus uxoris y posteriormente considerado como un espécimen de Homo erectus. En 1974 fue uno de los descubridores de Lucy, la famosa Australopithecus afarensis encontrada en África en la década de los setenta.

## Biografía
Nació el 9 de agosto de 1934 en Vannes. Su padre, el físico nuclear René Coppens, Caballero de la Legión de Honor, trabajó en la radiactividad de las rocas y escribió numerosas artículos científicos para la Academia de Ciencias. Fue profesor de la Facultad de Ciencias y de la Escuela Nacional Superior de Geología de Nancy. Su madre era concertista de piano.
Le apasionaron la prehistoria y la arqueología desde su infancia, fascinado, por ejemplo, por los alineamientos megalíticos de Carnac, no muy lejos de su ciudad natal, Vannes; empezó a participar en trabajos de excavación y prospección en Bretaña a los catorce años. Obtuvo el bachillerato en ciencias experimentales en el Liceo Jules Simon de Vannes y luego la licenciatura en ciencias naturales en la Facultad de Ciencias de la Universidad de Rennes. Realizó el doctorado sobre proboscídeos en el laboratorio de Jean Piveteau en la Facultad de Ciencias de la Universidad de París (La Sorbona).

### Carrera
En 1956, con veintidós años, se convirtió en investigador asociado del Centro Nacional para la Investigación Científica. Se centró en el estudio de los períodos Cuaternario y Terciario. En 1959, como investigador en el laboratorio del Instituto de paleontología del Museo Nacional de Historia Natural, bajo la dirección de René Lavocat, éste le confió la determinación de los dientes de proboscidio (objeto de su tesis) del Plioceno, procedentes de fósiles de vertebrados encontrados por geólogos en África. Este contacto con los geólogos le permitió partir hacia África en enero de 1960 y, posteriormente, realizar expediciones a Chad, Etiopía, Argelia, Túnez, Mauritania, Indonesia y Filipinas.
En 1969 se convirtió en profesor del Museo Nacional de Historia Natural, y después en subdirector del Museo del Hombre. Fue nombrado profesor del Museo de Historia Natural y elegido para su cátedra de antropología en 1980. Formó parte del consejo científico de la École Pratique des Hautes Études. En 1983 fue elegido catedrático de Paleontología y Prehistoria del Collège de France, cátedra que ocupó hasta 2005, cuando pasó a ser profesor honorario.
En 2002 fue designado para presidir una comisión especial, conocida como "Comisión Coppens", cuyos trabajos sirvieron de base para la redacción de la Carta del Medio Ambiente, texto elaborado por la Secretaría General del Gobierno y la Presidencia de la República, que se presentó a la Asamblea Nacional y al Senado en 2004 y se integró en 2005, mediante la Ley Constitucional de 1 de marzo, en el bloque de constitucionalidad del derecho francés, reconociendo los derechos y deberes fundamentales relativos a la protección del medio ambiente.
En 2006, fue nombrado miembro del Alto Consejo de Ciencia y Tecnología por Jacques Chirac. En enero de 2010, fue nombrado presidente del consejo científico encargado de la conservación de la cueva de Lascaux por Nicolas Sarkozy. El 13 de abril de 2016 fue nombrado conservador del Manoir de Kerazan por el Instituto de Francia.
Integró en numerosos organismos nacionales e internacionales que gestionan las disciplinas de su competencia. También ha dirigido un laboratorio asociado al CNRS, el Centro de investigaciones antropológica del Museo del Hombre, y dos colecciones de libros del CNRS, "Cahiers de paléoanthropologie" y "Travaux de paléoanthropologie est-africaine".
Fue miembro de la Academia de Ciencias, de la Academia de Medicina, de la Academia de Ciencias de ultramar, y de la Academia Europaea, de la Real Academia de Ciencias Hassan II de Marruecos, de la Academia de las Ciencias, las artes y las culturas de África y de las diásporas africanas de Costa de Marfil, y miembro honorario de la Academia de Medicina de Sặo Paulo, miembro asociado de la Real Academia de Ciencias, Letras y Bellas Artes de Bélgica, correspondiente de la Real Academia de Medicina de Bélgica, miembro honorario del Real Instituto Antropológico de Gran Bretaña e Irlanda, asociado extranjero de la Real Sociedad de Sudáfrica y doctor honorario de las universidades de Bolonia, Lieja, Mons y Chicago. Fue miembro del Consejo Científico de la Oficina Parlamentaria de Evaluación de las Opciones Científicas y Tecnológicas (OPECST).
El 18 de octubre de 2014 fue nombrado miembro ordinario de la Academia Pontificia de las Ciencias por el papa Francisco.
En octubre de 2015, Fleur Pellerin, ministra de Cultura y Comunicación de Francia, lo seleccionó para el Nuevo Premio de Roma en la Villa Médicis de Roma.
Falleció el 22 de junio de 2022 a los ochenta y siete años.

## Descubrimientos notables
En 1961 recuperó un cráneo fósil de homínido encontrado cerca de Yaho (acantilado de Angamma), en el norte de Chad, al que bautizó como Tchadanthropus uxoris en 1965, en homenaje a Chad y a su esposa, que lo habían recibido como regalo de un descubridor local. Este fósil es controvertido en cuanto a su antigüedad y sigue sin obtener el consenso científico después de más de medio siglo.
En 1967, realizó una expedición con Camille Arambourg al valle del Omo, en el sur de Etiopía. En Shungura, al oeste del Omo, descubrieron el primer espécimen fósil de la especie Paranthropus aethiopicus, una mandíbula desdentada datada en 2,6 millones de años, que se convirtió en el holotipo de su especie. Posteriormente se descubrieron otros fósiles de la misma especie en la misma región.
El 30 de noviembre de 1974 se descubrió en Hadar, en el bajo valle del Awash, un fósil de Australopithecus afarensis completo en un 40 %, en el marco de la Expedición Internacional de Investigación de Afar, un proyecto en el que participaron una treintena de investigadores etíopes, estadounidenses y franceses, codirigidos por Donald Johanson (paleoantropología), Maurice Taieb (geología) e Yves Coppens (paleontología). El primer fragmento del fósil fue encontrado por Donald Johanson y Tom Gray, uno de sus estudiantes. El fósil fue apodado "Lucy", en referencia a Lucy in the Sky with Diamonds, la canción de los Beatles que el equipo estaba escuchando en ese momento. La exhumación permitió recuperar 52 fragmentos óseos, por lo cual se trató del fósil de homínido más completo jamás hallado hasta entonces.

## Honores

### Distinciones
- 1963 : Premio Edmond Hébert
- 1969 : Premio André C. Bonnet
- 1973 : medalla de oro del Emperador de Etiopía
- 1974 : gran premio Jaffé de la Academia de Ciencias
- 1975 : gran premio científico de la Fundación de Francia
- 1975 : medalla Fourmarier de la Sociedad Geológica de Bélgica
- 1978 : premio Glaxo
- 1982 : medalla de plata del CNRS
- 1984 : premio Kalinga de la Unesco
- 1984 : 27 Annual Address de la Palaeontological Association, Londres
- 1985 : 55 James Arthur Lecture on the Evolution of the Human Brain; American Museum of Natural History, Nueva York
- 1985 : IX conferencia Augustin Frigon de la Escuela Politécnica de Montreal
- 1987 : medalla Vandenbroeck de la Sociedad belga de Geología, Paleontología e Hidrología
- 1989 : medalla André Duveyrier de la Sociedad de Geografía
- 1991 : medalla de oro de "Encouragement au Progrès"
- 2005 : Premio Nonino, Italia

### Condecoraciones
- Gran Oficial de la Legión de Honor
- Gran Cruz de la Orden Nacional al Mérito
- Commandante de las Palmes académiques
- Oficial de la Orden de las Artes y Letras
- Comandante de la Orden de Mérito cultural de Mónaco
- Oficial de la Orden Nacional de Chad

## Obra
- Le Singe, l'Afrique et l'homme, 1983, Fayard, ISBN 2-213-01272-5
- Origines de la bipédie (avec Brigitte Senut), 1992, CNRS, ISBN 2-222-04602-5
- La plus belle histoire du monde (en colaboración con Hubert Reeves, Joël de Rosnay y Dominique Simonnet), 1996, Seuil, ISBN 2-02-050576-2
- Le genode Lucy : l'histoire de l'homme et l'histoire de son histoire, 1999, Odile Jacob, ISBN 2-7381-0334-0
- Pré-ambules : les premiers pas de l'homme, 1999, Odile Jacob, ISBN 2-7381-0936-5
- Grand entretien, 2001
- Les origines de l'homme : réalité, mythe, mode (ouvrage collectif), 2001, Artcom
- Aux origines de l'humanité T1 et T2 (avec Pascal Picq), 2002, Fayard
- Berceaux de l'humanité : Des origines à l'Age de bronze, 2003, Larousse
- L'Odyssée de l'espèce, 2003, EPA, ISBN 2-85120-604-4
- Homo sapiens et l'enfant loup, 2004, Flammarion, ISBN 2-08-162798-1
- Chroniques d'un paléontologue, 2004, Odile Jacob, ISBN 2-7381-1112-2
- Histoire de l'homme et changements climatiques, 2006, Collège de France et Fayard, ISBN 2-213-62872-6
- Le Présent du passé. L'Actualité de l'histoire de l'Homme, Éditions Odile Jacob, 2009, 288 p. ISBN 978-2-7381-1112-8
- L'Histoire des singes. Yves Coppens raconte nos ancêtres, Éditions Odile Jacob, 2009, 64 p. ISBN 978-2-7381-2299-5
- Le Présent du passé au carré. La fabrication de la préhistoire, Éditions Odile Jacob, 2010, 224 p. ISBN 978-2-7381-2476-0
- Origines de l'homme. De la matière à la conscience, De Vive Voix, 2010.
- La Vie des premiers hommes, Éditions Odile Jacob, 2010 ISBN 978-2-7381-2429-6
- Pré-textes. L'homme préhistorique en morceaux, Éditions Odile Jacob, 2011, 400 p. ISBN 978-2-7381-2645-0
- Le Présent du passé au cube : Des nouvelles de la préhistoire, Éditions Odile Jacob, 2013, 216 p. ISBN 978-2-7381-2779-2
- Pré-ludes. Autour de l'homme préhistorique, Éditions Odile Jacob, 2014, 416 p. ISBN 978-2-7381-3142-3
- Des pastilles de préhistoire : Le présent du passé 4, Éditions Odile Jacob, 2016, 192 p. ISBN 978-2-7381-3314-4
- Origines de l'Homme, origines d'un homme : Mémoires, Éditions Odile Jacob, 2018, 461 p. ISBN 978-2-7381-3605-3
- Le Savant, le fossile et le prince. Du labo aux palais, Éditions Odile Jacob, 2020.